# Баляспі
Див. також Східні Піренеї

Історичний район (кумарка) Баляспі (темніший) і французький департамент Східні Піренеї

Баляспі́ (кат. Vallespir, вимовляється літературною каталанською [baʎəs'pi], у балеарському діалекті [vəʎəs'pi], фр. Вальспір, Vallespir) — історичний район (кумарка) Каталонії, який зараз знаходиться у Франції. 
Найбільший муніципалітет району і його столиця — Сере́ (фр. Céret), або каталанською Саре́т (кат. Ceret).
Ця територія, як і інші 4 історичні райони (кумарки) Каталонії — Алта Сарданья, Конфлан, Русільйон i Капсі — була анексована Францією після Війни Женців (1640—1652) за результатами Піренейського мирного договору 1659 року.

## Фото

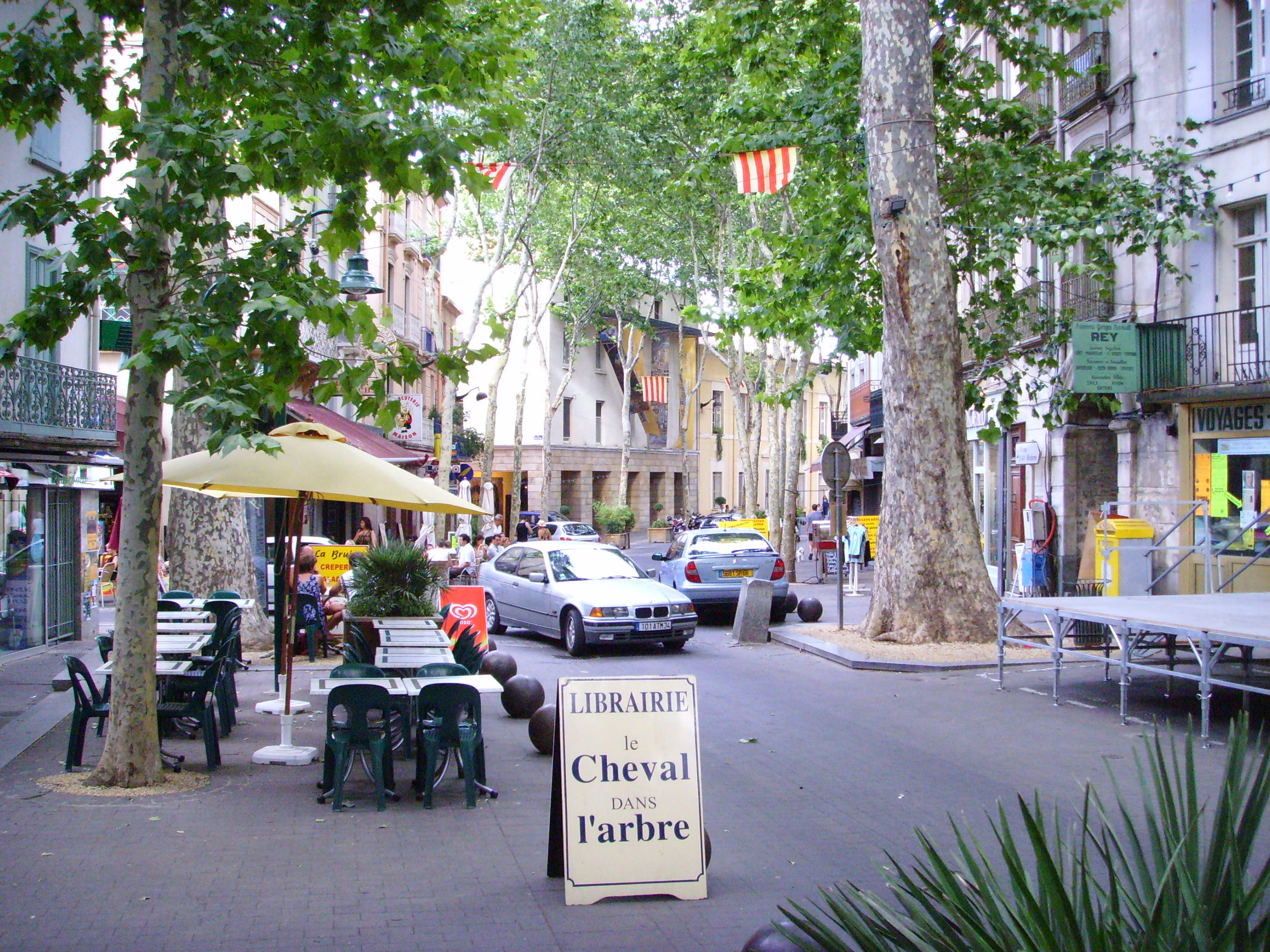
Центральна вулиця м. Сере прикрашена каталонськими прапорами
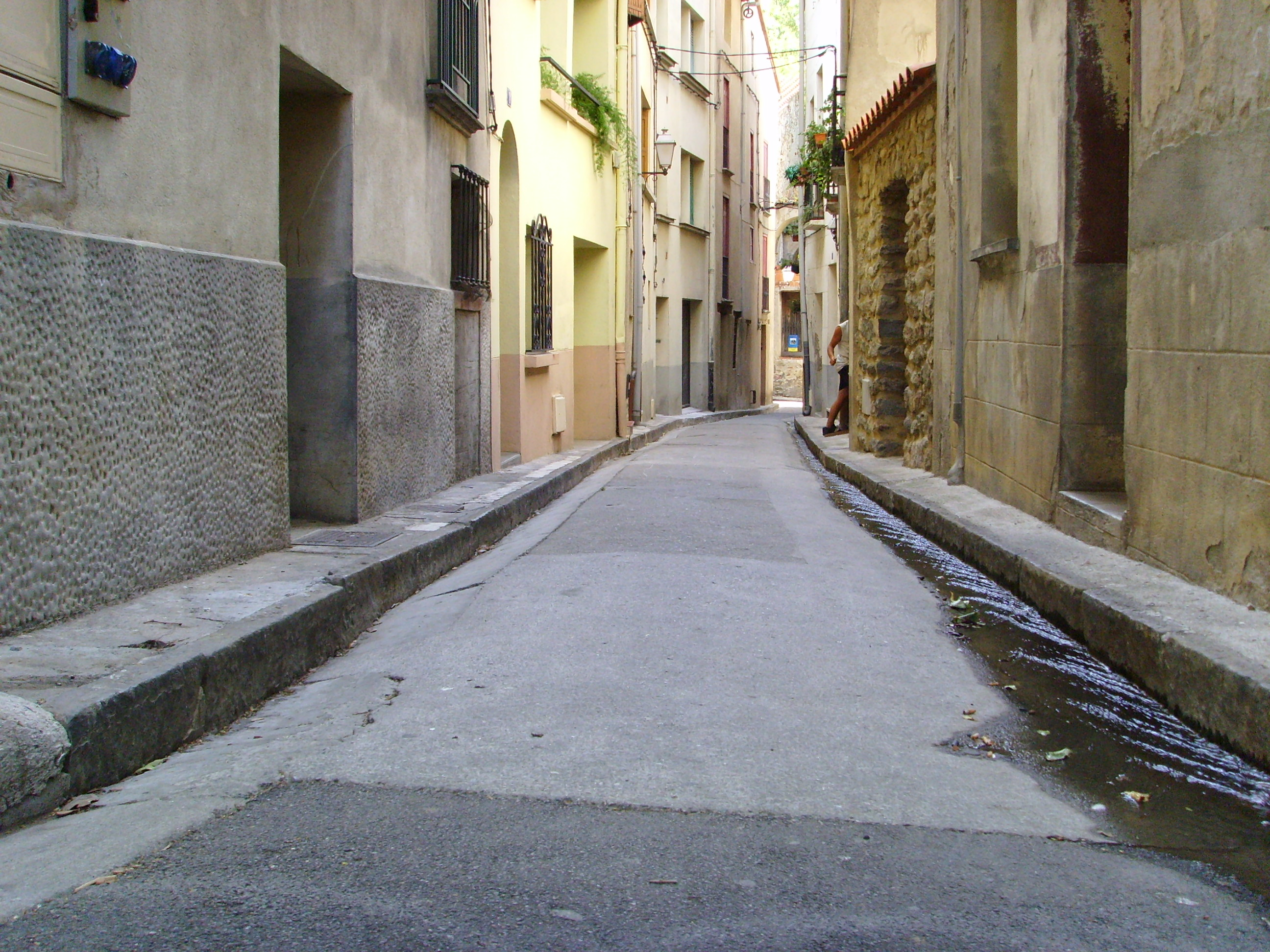
Одна зі старовинних вулиць м. Сере
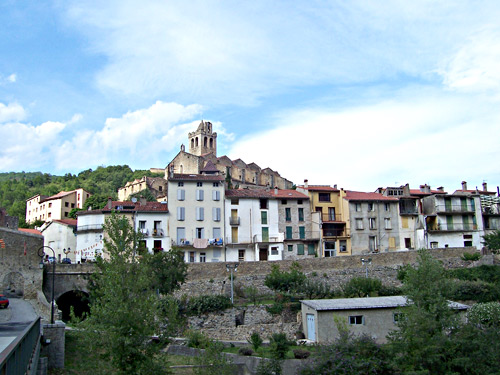
Місто Пра-де-Мольо-ля-Прест (кат. Пратс да Мульо і ла Преста)
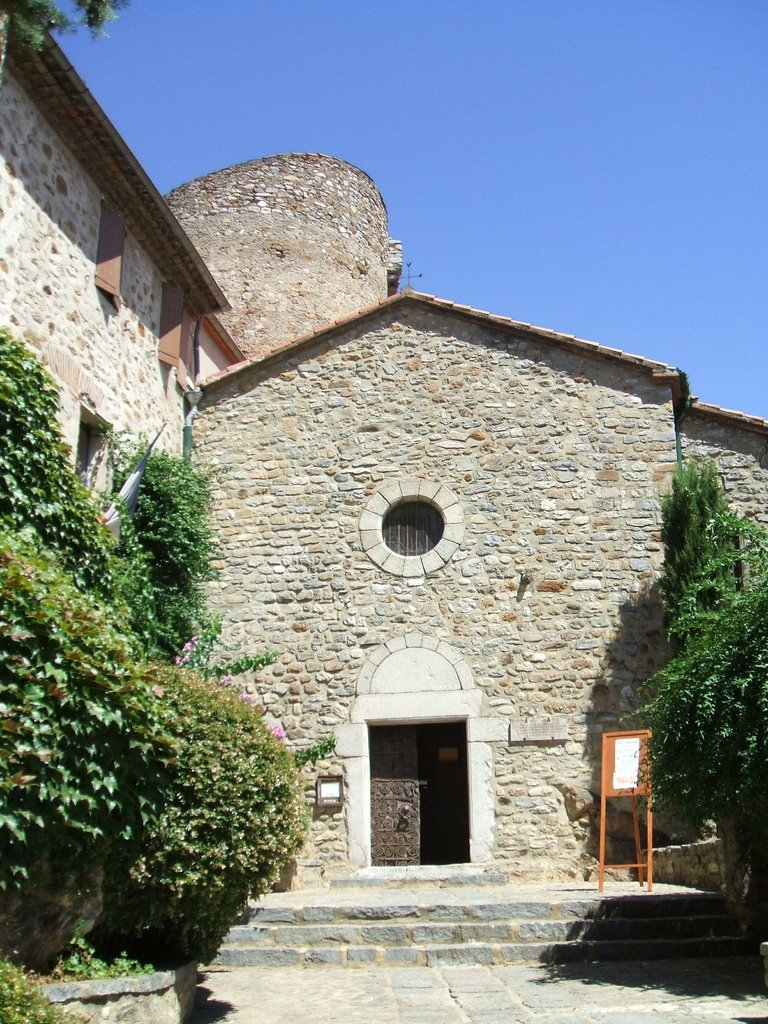
Церква Св. Мартина у м. Амелі-ле-Бан-Паляльда (кат. Алс Баньш д'Арлас)